# Trididemnum orbiculatum
Trididemnum orbiculatum is een zakpijpensoort uit de familie van de Didemnidae. De wetenschappelijke naam van de soort is voor het eerst geldig gepubliceerd in 1902 door Van Name.